# 埃斯库桑
埃斯库桑（法語：Escoussens）是法国南部-比利牛斯大区 塔恩省的一个市镇，属于卡斯特尔区 拉布吕吉埃县。该市镇2009年时的人口 为601人。

## 人口
埃斯库桑人口变化图示
| 数据来源：INSEE |